# Lampona airlie
Lampona airlie là một loài nhện trong họ Lamponidae. Loài này được phát hiện ở Queensland.